# Netherdale
Het Netherdale is een multifunctioneel stadion in Galashiels, een plaats in Schotland. 
De tribune is ontworpen door architect Peter Womersley. Het werd gebouwd tussen 1963 en 1965.
Het stadion wordt vooral gebruikt voor rugby- en voetbalwedstrijden, de rugbyclub Gala RFC maakt gebruik van dit stadion. Er werd een wedstrijd gespeeld op het Wereldkampioenschap rugby 1999. Ook de voetbalclub Gala Fairydean Rovers F.C. speelt hier zijn thuiswedstrijden. 
In het stadion is plaats voor 4.000 toeschouwers. 